# Idus de marzo

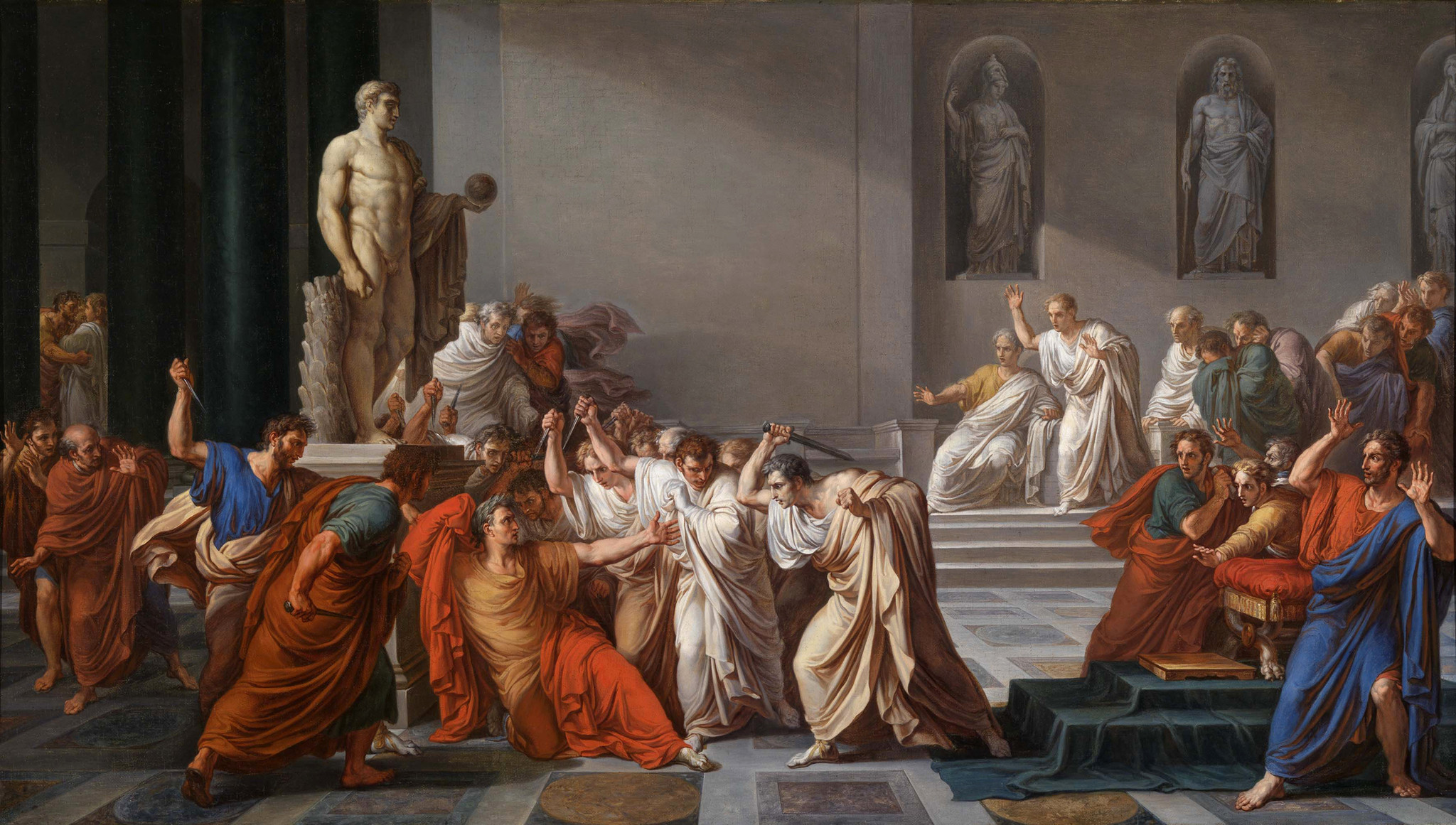
La muerte de César (1798), de Vincenzo Camuccini.

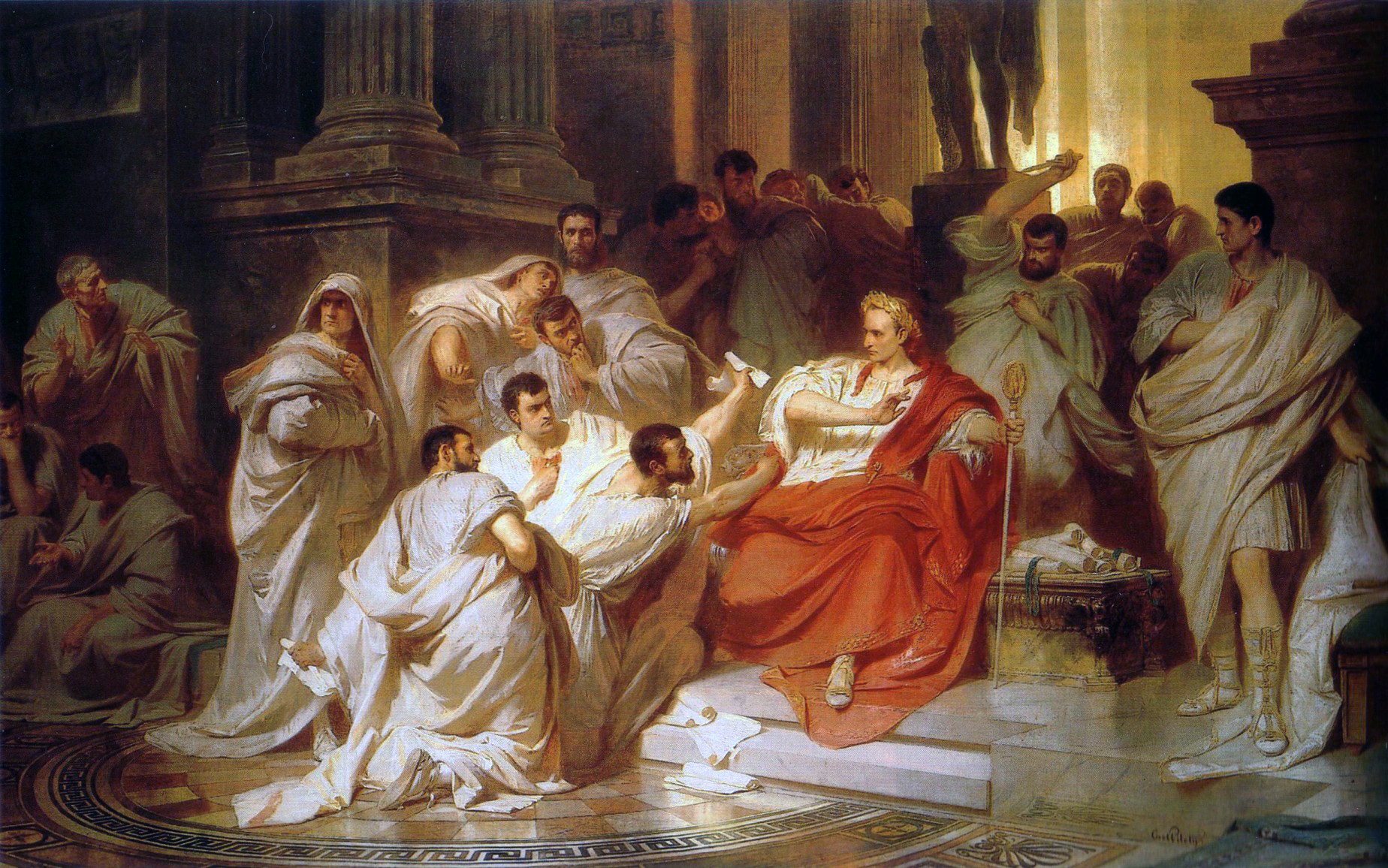
Muerte de César (1865), de Carl Theodor von Piloty.

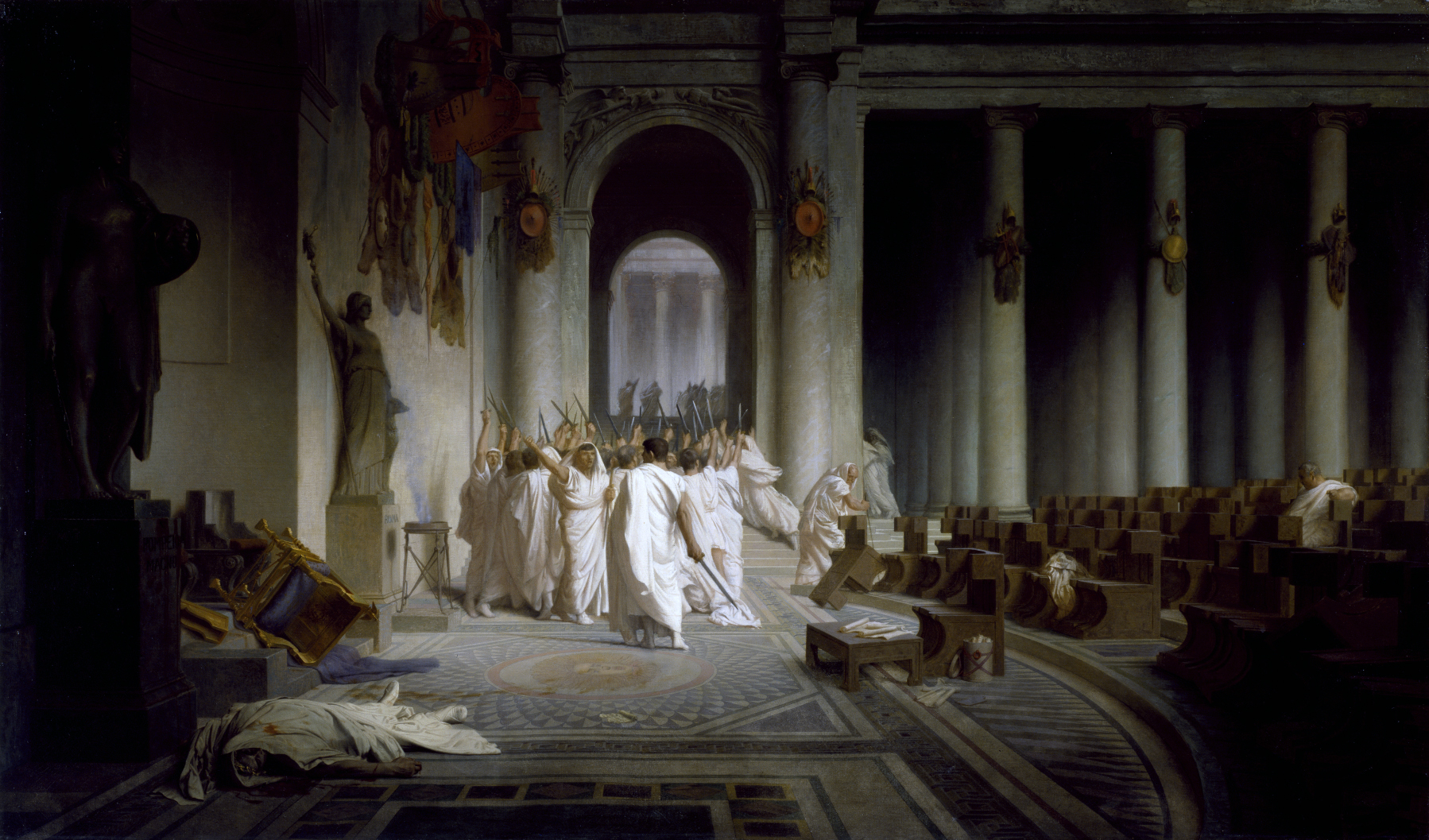
Muerte de César (1867), de Jean-Léon Gérôme.

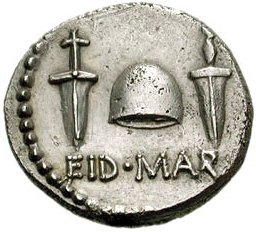
Reverso de un denario emitido por Bruto, el asesino de César en el 42 a. C., con la abreviatura EID MAR (Idus de marzo) bajo un "píleo de libertad" entre dos dagas.

Los idus de marzo (en latín, Idus Martii o Idus Martiae) en el calendario romano correspondían a los días 15 del mes de Martius. 
Los idus eran días de buenos augurios que tenían lugar los días 15 de marzo, mayo, julio y octubre, y los días 13 del resto de los meses del año.
Aunque marzo (Martius, mes consagrado al dios Marte) era el tercer mes del calendario juliano, en el calendario romano más antiguo era el primer mes del año. Los días de fiesta observados por los romanos desde el primero de los idus reflejan su origen como celebraciones del año nuevo. Los idus de marzo, en los calendarios más antiguos, habrían sido los días correspondientes a la primera Luna llena del año nuevo.

## Los idus de marzo en la cultura
Estos idus de marzo eran los más famosos de los idus por estar marcados por varias observancias religiosas y por haberse producido en esa fecha el asesinato de Julio César en 44 a. C., considerado un punto de inflexión en la historia de la Antigua Roma, marcando la transición del período histórico conocido como República romana al Imperio romano.
Según el escritor griego Plutarco, César habría sido advertido del peligro, pero había desestimado la advertencia:

Lo que es más extraordinario aún es que un vidente le había advertido del grave peligro que le amenazaba en los idus de marzo, y ese día cuando iba al Senado, Julio César encontró al vidente y riendo le dijo: «Los idus de marzo ya han llegado»; a lo que el vidente contestó compasivamente: «Sí, pero aún no han acabado».
Plutarco

Aunque el calendario romano fue sustituido por los días de la semana modernos alrededor del siglo III, los idus se siguieron usando coloquialmente como referencia durante los siglos siguientes. Shakespeare en su obra Julio César en 1599 los citaba al escribir la famosa frase:
«¡Cuídate de los idus de marzo!».

## Observancias religiosas

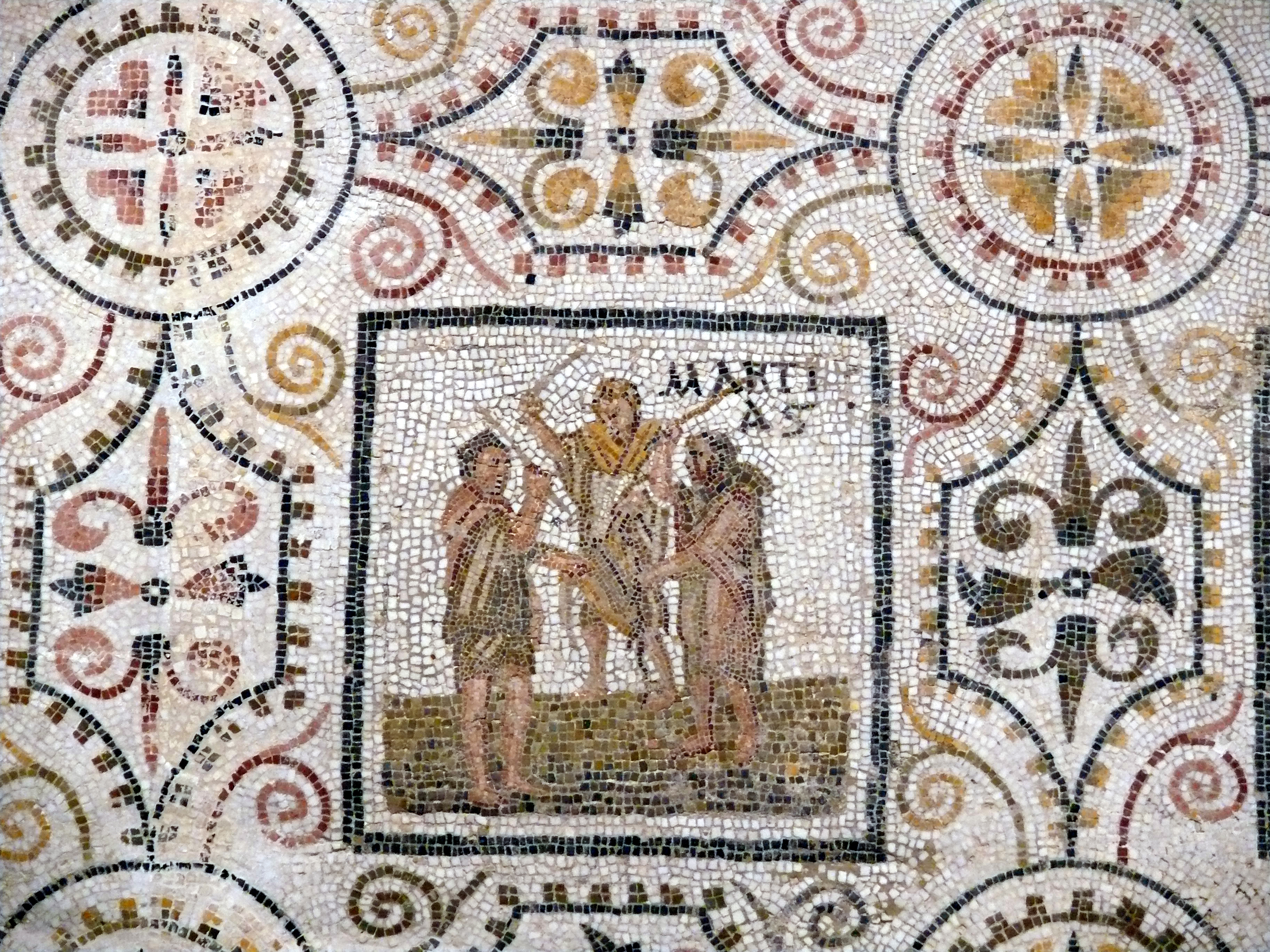
Panel que representa las fiestas Mamuralias en un mosaico de los meses, donde marzo está posicionado en el comienzo del año (proveniente de El Djem, Túnez (África romana),.

Los idus de cada mes estaban consagrados a Júpiter, el dios supremo de los romanos. El Flamen Dialis, sumo sacerdote de Júpiter, llevaba la "oveja de los idus" (ovis Idulius) en procesión por la Vía Sacra hasta el Arx, donde era sacrificada.
Además de este sacrificio mensual, en los idus de marzo también se celebraba la Fiesta de Anna Perenna, una diosa del año (en latín, annus), cuya festividad originalmente concluía con las ceremonias del nuevo año. Este día era celebrado con entusiasmo por el pueblo con comidas en el campo, bebida y mucha diversión.  Una de las fuentes de la antigüedad tardía también sitúa las Mamuralias en los idus de marzo. Esta celebración, que tiene aspectos de chivo expiatorio o de antiguos rituales pharmacos griegos, implicaba dar una paliza a un anciano vestido con pieles de animales y probablemente se le llevaba fuera de la ciudad. Este ritual podía haber formado parte de la fiesta de año nuevo, representando la expulsión del viejo año.
En el período imperial tardío, los idus comenzaban una "semana santa" de fiestas de Cibeles y Attis. Los idus eran los días del Canna intrat ("El junco entra"), cuando Atis nació y fue expuesto (abandonado) cuando era todavía lactante entre los juncos de un río de Frigia. Atis fue descubierto, dependiendo de la versión del mito, por pastores o por la diosa Cibeles, que también era conocida como la Magna Mater, "Gran Madre". Una semana después, cada 22 de marzo, los días de la fiesta del Arbor intrat ("El árbol entra") se conmemora la muerte de Atis bajo un pino piñonero. Un colegio de sacerdotes llamados los "portadores del árbol", los dendróforos (dendrophoroi) cortaban un árbol, lo engalanaban y suspendían de él una imagen de Atis, y lo transportaban al templo de la Magna Mater en medio de lamentaciones.
Finalmente, el día fue formalizado como parte del calendario oficial romano en tiempos de Claudio. Y le hicieron seguir un período de tres días de duelo, que culminaría con el renacimiento de Atis, el 25 de marzo, fecha del equinoccio de primavera en el calendario juliano.